# 神戸市立北神戸中学校
神戸市立北神戸中学校（こうべしりつきたこうべちゅうがっこう）は、兵庫県神戸市北区にある公立中学校。略称は北中（きたちゅう）。

## 概要
神戸市立の中学校で最も北に位置する。グラウンドは神戸市認定の広さをもち、野球などの大会の会場校ともなる。
生徒数は、1学年8クラス。長尾小学校区の人口増加により、生徒数も増加傾向にある。

## 沿革
- 1984年（昭和59年）6月 - 「神戸市立北神戸第一中学校（仮称）」の建設工事開始。
- 1985年（昭和60年）4月 - 神戸市立北神戸中学校として開校。校区は神戸市及び三田市組合立八景中学校から分離。
- 1993年（平成5年）4月 - C棟増築完成。
- 1999年（平成11年）9月 - D棟・E棟増築完成。
- 2018年（平成30年）8月 - A棟・B棟の大規模な改修工事を実施。
- 2019年（平成31年）4月9日 - 仮設校舎（F棟）設置、使用開始（2025年度末まで使用予定）。

## 教育方針
校訓
- 愛
  - 自分を愛する人
  - ひとを愛する人
  - ものを愛する人

教育目標
- "当たり前"の徹底的実践
- 問題を共有できる学校

## 生徒会活動
生徒会は全生徒で構成され、生徒会規約に基づいて運用されている。教師の指導と助言のもとに生徒相互の友愛と協調を通じて、楽しく規律ある学校生活の向上発展をはかる事を目的としている。

### 構成

#### 生徒会役員
生徒会長・副会長・書記は、全生徒が参加する選挙によって選出される。各専門委員は教師による推薦などによって選出される。任期は1月から12月までの1年間。
- 生徒会長（1名）
- 生徒会副会長（男女各2名）
- 生徒会書記（男女各2名）
- 各専門委員長（文化委員長、生活委員長、美化委員長、体育委員長、保健委員長、図書委員長）

#### 学級委員
学級委員は、各学期の始めに学級内で立候補・推薦・投票などにより選出される。
- 学級委員長（男・女各1名）
- 文化委員（男・女各1名）
- 生活委員（男・女各1名）
- 美化委員（男・女各1名）
- 体育委員（男・女各1名）
- 保健委員（男・女各1名）
- 図書委員（男・女各1名）

### 生徒総会
生徒会の最高審議機関であるが、以下の審議以外は全校評議会で代行され、ほとんど開かれることはない。
- 生徒会規約の改正
- 生徒会の提案事項
- 職員会議の提案事項

### 全校・学年評議会
全校評議会は、生徒会役員と各学級委員長で構成され、生徒総会の議決を代行する機関で生徒会活動全般にわたる事項について協議される。月1回開かれ、学年評議会の後に開かれる場合が多い。
学年評議会は各学級委員長で構成され、月1回開かれる。学年内の諸問題や学年内で行われる行事などについて協議される。

### 執行部
執行委員会は、生徒会役員で構成され、生徒会活動全般にわたる事項について企画立案にあたる。

### 各専門委員会
各専門委員会は、委員長と各学級の委員によって、文化委員会、生活委員会、美化委員会、体育委員会、保健委員会、図書委員会が構成される。全校評議会での決定事項の実行と、各専門委員会の独自の活動を行っている。委員会は月に1回開かれるが、必要があれば臨時に開かれる事もある。

#### 文化委員会
生徒の文化面の向上を活動内容としている。百人一首大会や文化祭などの司会を務める。(評議委員がする場合もある)

#### 生活委員会
生徒の生活の向上を活動内容としている。朝、生活委員長と各学級の委員が週替わりで正門であいさつ運動を行っている。

#### 美化委員会
学校内の美化を活動内容としている。美化委員長と各学級の委員が週替わりで、早朝校内の掃除を行っている。

#### 体育委員会
体育に関する事柄を活動内容としている。普段は、体育倉庫で昼休みにボールの貸し出しを行っている。体育会や球技大会などの行事では、司会など主導的な役割を果たしている。

#### 保健委員会
生徒の保健・衛生の向上を活動内容としている。トイレットペーパーの交換や洗面所の石鹸の交換などを行っている。保健だよりの発行も行っている。

#### 図書委員会
学校図書館の管理・運営及び利用促進を活動内容としている。図書委員長と各学級の委員が週替わりで、昼休みに図書室を開放して、図書の貸し出しを行っている。

### 部活動部長会
部長会は各部活動の部長で構成され、部活動運営の企画や方針の提案・討議がされる。

## 部活動

### 運動部
- 野球部
- サッカー部
- 陸上競技部
- バスケットボール部
- 卓球部
- 女子ソフトテニス部
- ソフトボール部
- 女子バレーボール部

### 文化部
- 吹奏楽部
- 美術部
- ESS部
- 家庭科部
- 放送部
- 科学部

## 通学区域
校区は東西約12km、南北約3kmと細長く広いため、令和3年度は550名の生徒がバス通学となっている。
- 神戸市北区
  - 赤松台
  - 鹿の子台北町
  - 鹿の子台南町
  - 上津台
  - 道場町（生野高原住宅地区（生野字南山1172番地）を除く）
  - 長尾町

## 進学前小学校
- 神戸市立長尾小学校
- 神戸市立鹿の子台小学校
- 神戸市立道場小学校

## 校区内の主な施設
- 神戸市北神区役所長尾出張所
- 神戸市北神区役所道場出張所
- 神戸市水道局千苅浄水場
- 千苅ダム
- 神戸市農村環境改善センター
- 神戸市立長尾小学校
- 神戸市立鹿の子台小学校
- 神戸市立道場小学校
- 塩田八幡宮
- 鏑射寺
- JR福知山線道場駅
- 神戸電鉄三田線神鉄道場駅
- 神戸電鉄三田線道場南口駅
- 神戸三田プレミアム・アウトレット
- イオンモール神戸北
- キリンビール神戸工場

## 卒業生
- 西村洋平（サッカー選手）
- 藏田知浩（ラグビー選手）

## 交通アクセス
- 神戸電鉄三田線神鉄道場駅下車徒歩9分
- 神戸電鉄三田線道場南口駅下車徒歩15分

## 通学区域が隣接している学校
- 神戸市立大沢中学校
- 神戸市立義務教育学校八多学園
- 神戸市立有野北中学校
- 西宮市立山口中学校
- 西宮市立塩瀬中学校
- 宝塚市立西谷中学校
- 三田市立八景中学校
- 三田市立狭間中学校
- 三田市立富士中学校
- 三田市立ゆりのき台中学校
- 三木市立吉川中学校